# Saint-Caprais-de-Bordeaux
Saint-Caprais-de-Bordeaux là một xã trong tỉnh Gironde, thuộc vùng Nouvelle-Aquitaine của nước Pháp, có dân số là 2534 người (thời điểm 1999). Trong khi Saint-Caprais-de-Bordeaux trong năm 1962 chỉ có 666 dân cư thì 1999 dân số đã tăng lên 2.534. Saint-Caprais-de-Bordeaux là một làng trồng nho thuộc Premières Côtes de Bordeaux trong vùng trồng nho Entre-Deux-Mers.

## Nhân khẩu học
| 1962 | 1968 | 1975  | 1982  | 1990  | 1999  |
| ---- | ---- | ----- | ----- | ----- | ----- |
| 666  | 884  | 1 006 | 1 805 | 2 321 | 2 534 |